# Stará Myjava
Stará Myjava (allemand : Altmiawa, hongrois : Ómiava) est un village de Slovaquie situé dans la région de Trenčín.

## Histoire
La première mention écrite du village date de 1955.

## Démographie

### Évolution de la population
| Année:               | 1994. | 2004.   | 2014.   | 2024.   |
| -------------------- | ----- | ------- | ------- | ------- |
| Nombre de personnes: | 725   | 730     | 733     | 766     |
| Différence:          |       | +0,68 % | +0,41 % | +4,50 % |

| Année:               | 2023. | 2024.   |
| -------------------- | ----- | ------- |
| Nombre de personnes: | 744   | 766     |
| Différence:          |       | +2,95 % |